# Fernando Iwasaki
Fernando Iwasaki Cauti (Lima, Perú, 5 de juny de 1961) és un narrador, assagista, crític i historiador peruà. Considerat un dels millors autors de conte i microrelat actuals. És autor de les novel·les Libro de mal amor (2001) i Neguijón (2005) i dels llibres de contes Tres noches de corbata (1987), A Troya, Helena (1993), Inquisiciones peruanas (1997), Un milagro informal (2003), Helarte de amar (2006), España, aparta de mi estos premios (2009) i Papel Carbón (2012); i del llibre de microrelats Ajuar funerario (2004).

## Obra

### Contes
- Tres noches de corbata, Ediciones Ave (Lima, 1987); El Fantasma de la Glorieta (Huelva, 1994)
- A Troya, Helena, Los Libros de Hermes (Bilbao, 1993)
- Inquisiciones peruanas, Padilla Libros (Sevilla, 1994); Peisa (Lima, 1996); Renacimiento (Sevilla, 1997); Páginas de Espuma (Madrid, 2007)
- Un milagro informal, Alfaguara (Madrid, 2003)
- Ajuar funerario, Páginas de Espuma (Madrid, 2004)
- Helarte de amar, Páginas de Espuma (Madrid, 2006)
- España, aparta de mí estos premios, Páginas de Espuma (Madrid, 2009)
- Papel Carbón. Cuentos 1983-1993, Páginas de Espuma (Madrid, 2012)
- Es difícil hacer el amor (humor) pero se hace (Antología de cuentos seleccionados por la poeta ecuatoriana Aleyda Quevedo y prologada por la escritora cubana Ena Lucía Portela), Editorial Oriente (La Habana, 2014)
- El atelier de Vercingétorix (Antología costarricense), Editorial Germinal (San José de Costa Rica, 2017).
- El cóndor de Père Lachaise (Antología ecuatoriana), Editorial El Conejo (Quito, 2019)

### Novel·la
- Libro de mal amor, RBA (Barcelona, 2001); Alfaguara (Lima, 2006); Alfaguara (Quito, 2008); Cal y Arena (Mèxic, 2011)
- Neguijón, Alfaguara (Madrid, 2005)

### Assaig
- Mario Vargas Llosa, entre la libertad y el infierno, Editorial Estelar (Barcelona, 1992)
- El descubrimiento de España, Ediciones Nobel (Oviedo, 1996); Peisa (Lima, 2000); Punto de Lectura (Lima, 2008)
- Mi poncho es un kimono flamenco, Sarita Cartonera (Lima, 2005); Yerbamala Cartonera (La Paz, 2007)
- Republicanos. Cuando dejamos de ser realistas, Algaba Ediciones (Madrid, 2008)
- Arte de introducir, Renacimiento (Sevilla, 2011)
- Nabokovia Peruviana, La Isla de Siltolá (Sevilla, 2011) y Aquelarre Ediciones (Arequipa, 2011)
- Mínimo común literario, Asamblea Nacional de Rectores (Lima, 2014)
- Nueva Corónica del Extremo Occidente, Universidad Iberoamericana (Mèxic, 2016)
- Las palabras primas, Páginas de Espuma (Madrid, 2018)

### Cròniques
- El sentimiento trágico de la Liga, Renacimiento (Sevilla, 1995)
- La caja de pan duro, Signatura (Sevilla, 2000)
- Sevilla, sin mapa, Paréntesis Editorial (Sevilla, 2010)
- Una declaración de humor, Pepitas de Calabaza (Logronyo, 2012) ISBN 978-84-940296-0-8
- Desleídos y efervescentes, Ediciones El Mercurio / Aguilar (Santiago de Chile, 2013)
- El laberinto de los cincuenta, Ediciones Cal y Arena (Mèxic, 2014)
- Somos libros, seámoslo siempre, Universidad de Sevilla (Sevilla, 2014)

### Antologies
- Macondo boca arriba. Antología de narrativa andaluza actual (1948-1978), UNAM (Mèxic, 2006)
- Les bonnes nouvelles de l'Amérique latine. Anthologie de la nouvelle latino-américaine contemporaine [co-editor amb Gustavo Guerrero], Gallimard (Paris, 2010)[2]
- Va participar en Nocturnario (2016), un llibre col·lectiu d'collages d'Ángel Olgoso en el que 101 escriptors hispanoamericans van aportar un text per acompanyarr cadascuna de les imatges.[3]

### Història
- Nación Peruana: entelequia o utopía, CRESE (Lima, 1988)
- El comercio ambulatorio en Lima [coautor amb Enrique Ghersi i Iván Alonso], ILD (Lima, 1989)
- Extremo Oriente y Perú en el siglo XVI, Mapfre América (Madrid, 1992); Fondo Editorial PUCP (Lima, 2005)
- Jornadas contadas a Montilla [editor], Cajasur (Còrdova, 1996)
- Proceso Diocesano de San Francisco Solano, Bibliofilia Montillana (Montilla, 1999)
- ¡Aplaca, Señor, tu ira! Lo maravilloso y lo imaginario en Lima colonial, Fondo de Cultura Económica (Lima i Madrid, 2018)